# Wilhelm Gustloff (loď)
MV Wilhelm Gustloff  byla německá osobní loď, patřící nacistické organizaci Kraft durch Freude, pojmenovaná podle švýcarského nacistického politika Wilhelma Gustloffa. 30. ledna 1945 byla torpédována sovětskou ponorkou S-13 (kapitán Alexander Marinesko), když byla přeplněna uprchlíky z východního Pruska. O život při tom přišlo přibližně 9000 cestujících a členů posádky. Jednalo se tak o největší počet obětí potopení jedné lodi v historii mořeplavby. Výzkumem okolo lodi se zabývá německý historik Heinz Schön.

## Před katastrofou

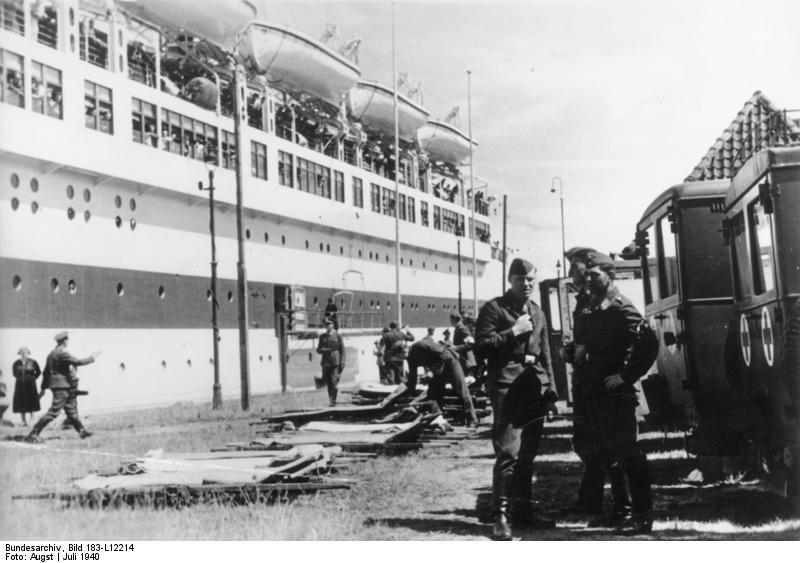
Záběr z roku 1940. Wilhelm Gustloff v pozadí.

Před válkou sloužil Gustloff jako beztřídní rekreační loď, kdy se na palubě lodi nacházely jen kajuty jedné třídy. Výjimku tvořila kapitánská kajuta a kajuty pro Roberta Leye a Adolfa Hitlera. Hitlerovo apartmá, na palubě známé také jako „zabezpečený pokoj“, se nacházelo na palubě B přímo za předním schodištěm na levoboku parníku. Zahrnovalo soukromý obývací pokoj, ložnici s jedním lůžkem a vlastní koupelnu spolu s kabinami pro 12 členů personálu po obou stranách. Do této kajuty by měl Hitler velmi snadný přístup, protože nástupní dveře na palubu B byly přímo před kajutou. Hitler byl na palubě lodi po její první plavbě pouze jeden den. Není známo, zda do své osobní kajuty někdy vkročil. Před vypuknutím druhé světové války loď provozovala a vlastnila organizace Kraft durch Freude, kdy se s ní pořádaly levné výlety do Norska či Švédska. Kapacita činila cca 1400 výletníků. Při referendu o anšlusu Rakouska loď posloužila jako plovoucí volební místnost pro Rakušany žijící v Anglii. Čtyři dny před válkou byla převelena k transportu vojska, následně sloužila jako plovoucí lazaret. Od listopadu 1940 zakotvila v Gdaňsku ve funkci plovoucích kasáren 2. školní ponorkové divize (2. Unterseeboot-Lehrdivision). Ke konci války, těsně před svou katastrofou, byla určena k transportu vojska a zároveň pruských uprchlíků. Vyplouvala z Gdyně a mířila do Kielu. Při zápisu k plavbě bylo registrováno 6050 pasažérů, po několika prvních dnech však došel papír k další registraci. Konečné číslo dle historika Heinze Schöna bylo stanoveno na 10 582 lidí.
Z toho:
- 8956 válečných uprchlíků
- 173 členů posádky
- 918 vojáků 2. Unterseeboot-Lehrdivision
- 373 vojenských pomocnic
- 162 zraněných vojáků

## Potopení
Neštěstí lodi spočívalo v přebytku kapitánů, kteří byli hned čtyři, ve špatně vybrané trase, která vedla skrze ponorkové trasy, v nevyhovujícím záchranném vybavení a v nedostatečném doprovodu sestávajícím pouze z jedné lodi: torpédovky Löwe. Loď nekřižovala a plula osvětlena. Loď dostala celkem tři zásahy (příď, strojovna, prostor lodního bazénu) krátce po 21. hodině. Spousta lidí byla zabita přímo torpédy (ze 373 ženských pomocnic ubytovaných v místě jednoho zásahu se zachránily jen tři) či se utopila po uzavření příďových přepážek. Loď se okamžitě začala potápět a na palubě propukla panika. Jeden záchranný člun byl spuštěn poloprázdný, jednomu se přetrhlo lano, takže svou posádku vysypal do moře, třetí se rozbil o bok lodi. Ačkoliv měly přednost ženy a děti, většinu zachráněných tvořili muži. Přežili i všichni čtyři kapitáni. Byl velmi chladný den s teplotami v rozmezí -10 až -18 °C. Teplota vody nebyla vyšší než 4 °C. Mnoho lidí umrzlo nebo zemřelo následkem teplotního šoku. Necelých padesát minut po zásahu se loď potopila do hloubky 45 metrů. K vraku okamžitě vyrazily záchranné lodě.
Přibližná bilance zachráněných:
- Torpédovka T 36: 563 zachráněných
- Torpédovka Löwe: 472 zachráněných
- Minolovka M 387: 98 zachráněných
- Minolovka M 375: 43 zachráněných
- Minolovka M 341: 37 zachráněných
- Parník Göttingen: 28 zachráněných

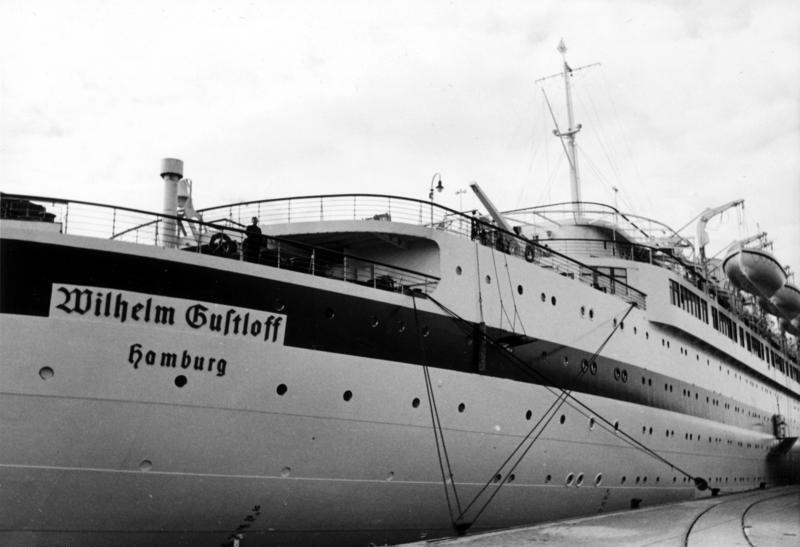
Záď lodi

- Člun pro sběr torpéd TF 19: 7 zachráněných
- Nákladní loď Gotenland: 2 zachránění
- Hlídková loď V 1703: 1 zachráněný (kojenec, poslední zachráněný)

Kapitán Henigst se svým křižníkem Admiral Hipper (1500 uprchlíků) zpočátku pomalu projížděl mezi záchrannými čluny a nařídil vyzvedávat co nejvíce ztroskotanců, ale kvůli hrozícímu ponorkovému nebezpečí po chvíli zvýšil rychlost a nabral původní směr. Vlna z jeho lodi převrátila část záchranných člunů. Na místě ponechal svůj doprovod, torpédovku T 36.

## Rozpory

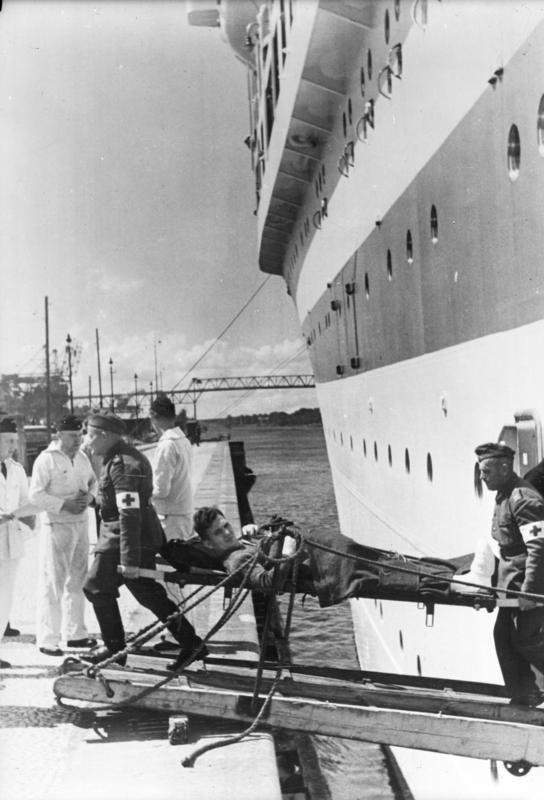
Vynášení raněných z lodi, roku 1940

Potopení lodi provází rozpory: na jednu stranu se jedná o jeden z největších masakrů civilního obyvatelstva (odhaduje se až 3000 mrtvých dětí), na stranu druhou se na palubě nalézala i ponorková posádka přepravovaná na místo bojového určení. Loď měla navíc status válečného plavidla a dokonce byla vyzbrojena protiletadlovými kanóny (byť se tvrdí, že byly nefunkční). Dlouhou dobu se o této události nesmělo mluvit, nebo byly odmítány debaty na toto téma, takže téma katastrofy využívali pravicoví extrémisté.

## Zpracování
- 1959 – Frank Wisbar natočil film Nacht fiel über Gotenhafen
- 1985 - sovětský film O vozvraščenii zabyť[5]
- 2002 – německý prozaik Günter Grass (držitel Nobelovy ceny za literaturu) otevřel po zveřejnění svého románu Jako rak (nebo Račí pochod) veřejnou diskuzi
- 2008 – německý režisér Joseph Vilsmaier natočil televizní film Zkáza lodi Gustloff
- 2016 - Ruta Sepetysová napsala knihu Sůl moře, líčící osudy některých uprchlíků na lodi

### Dokumentární filmy
- 2001 Killer Submarine
- 2002 The Sinking of the Wilhelm Gustloff
- 2003 Wilhelm Gustloff: World's Deadliest Sea Disaster
- 2005 Ghost of the Baltic Sea
- 2008 Sinking Hitler's Supership